# Berliner Konvention
Die Berliner Konvention war ein geheimes Abkommen zwischen dem Kölner Erzbischof Ferdinand August von Spiegel und dem preußischen Staat, das am 19. Juni 1834 geschlossen wurde. Es behandelte die Frage der so genannten Mischehen zwischen Katholiken und Protestanten.

## Vorgeschichte und Entstehung
Nachdem die katholischen Rheinlande 1815 an Preußen gefallen waren, ergab sich hier die Frage, wie mit Mischehen zwischen Katholiken und Protestanten, die in dieser Region viel häufiger als in Preußen auftraten, umzugehen sei. Römisch-katholische Priester knüpften den Trausegen für eine interkonfessionelle Ehe, dem kanonischen Recht folgend, an die Verpflichtung des evangelischen Eheteils, aus der Verbindung entspringende Kinder im römisch-katholischen Glauben zu erziehen. Bereits 1803 hatte jedoch eine preußische Deklaration festgelegt, dass die Kinder aus konfessionell gemischten Ehen im Glauben des Vaters zu erziehen seien, dies wurde 1825 durch Kabinettsordre auf die westlichen Provinzen ausgedehnt. Ein geheimes päpstliches Breve von 1830 verpflichtete die Geistlichen hingegen, an der kanonischen Regelung festzuhalten.
Ferdinand August von Spiegel erreichte in den Verhandlungen mit dem preußischen Bevollmächtigten Christian Karl Josias von Bunsen in Verhandlungen, die bereits seit 1828 mit dem Heiligen Stuhl und später mit den Bischöfen der westlichen preußischen Provinzen geführt wurden, eine Vereinbarung, die „Berliner Konvention“. Diese wurde am 19. Juni 1834 paraphiert, blieb aber gleichwohl geheim.

## Inhalt
Die Berliner Konvention legte das päpstliche Breve von 1830 sehr weit aus. Aus der Konvention folgte kaum mehr als eine „Gesinnungsüberprüfung“, Sanktionen wurden darin nicht festgelegt.

## Folgen
Das Bistum Trier schloss sich zunächst der Konvention an. Nach dem Tod von Spiegels widerrief Bischof Joseph von Hommer im November 1836 seine Zustimmung kurz vor seinem Tod, dies hatte Folgen für die darauf folgende Bischofswahl in Trier. In der Folge entspann sich der Streit, der als Kölner Wirren bekannt ist.